# Мацароне
Мацаро̀не (на италиански: Mazzarrone, на сицилиански Mazzarruni, Мацаруни) е малко градче и община в Южна Италия, провинция Катания, автономен регион и остров Сицилия. Разположено е на 285 m надморска височина. Населението на общината е 4020 души (към 2012 г.).